# Kathy Acker
Kathy Acker (ur. 18 kwietnia 1947  – zm. 30 listopada 1997) – amerykańska powieściopisarka, reprezentantka feminizmu w literaturze.
Kathy Acker urodziła się w niemiecko-żydowskiej rodzinie. Została wychowana przez matkę i ojczyma zamieszkałych w dobrze prosperującej dzielnicy Nowego Jorku. Jej naturalny ojciec porzucił matkę przed urodzeniem Kathy. W wieku 18 lat opuściła dom i pracowała jako striptizerka. Jej zaangażowanie w pracę uczyniło ją gwiazdą na scenie artystycznej w Nowym Jorku, a ona została sfotografowana przez modnego fotografa Roberta Mapplethorpego. Wyszła dwukrotnie za mąż: za Roberta Ackera w 1966 r., następnie za kompozytora Petera Gordona w 1976 r. W połowie  lat 80. XX w. przeprowadziła się do Londynu i przebywał w Wielkiej Brytanii przez pięć lat.

## Dzieła
- The Childlike Life of the Black Tarantula, 1975
- The Adult Life of Toulouse Lautrec by Henri Toulouse Lautrec, 1978
- Kathy Goes to Haiti, 1978
- Great Expectations 1982
- Blood and Guts in High School, 1984
- Hello, I'm Erica Long 1984
- Algeria, 1985
- Don Quixote. Which Was a Dream, 1986
- Empire of the Senseless, 1988
- In Memoriam to Identity, 1990
- Portrait of an Eye. Three Novels, 1992
- Pussy, King of the Pirates, 1996
- Bodies of Work. Essays, 1997, eseje